# Molnár Mária (misszionárius)
Molnár Mária (Várpalota, 1886. – Admiralitás-szigetek, 1943. március 16.) magyar református misszionárius, aki missziója közben vesztette az életét a ma Új-Guineához tartozó Admiralitás-szigeteken.

## Élete

### Az első világháborúig
Miután szülei Budapestre költöztek, a Bethánia Egylet Biblia körébe járva talált rá élethivatására. Elvégezte a polgári iskolát és nővéri képzést is kapott. Édesapja 1908-ban meghalt, ekkor műtősnővérként helyezkedett el, és családját anyagilag segítette.
Az első világháború kitörése után sebesült katonákat ápolt önkéntes nővérként. Galíciában egy járványkórházban dr. Csia Sándor mellett szolgált (aki egy ideig a Bethánia Szövetség vezetője volt). A járványkórházban olyan betegségeket kellett kezelnie, amelyekkel később misszióján is harcolt: hólyagos himlő, kiütéses tífusz, hastífusz, kolera, vérhas, skarlát, kanyaró, malária. Frontszolgálatáért a háború után a Koronás Ezüst Érdemkeresztet kapta a Vitézségi Érem szalagjával, és a Vöröskereszt Érdemérmet.
Később a győri gyülekezetben volt diakonissza. A börtönöket és a kórházak öngyilkos osztályát járta és „bukott lányok” számára végzett szociális és lelkigondozói munkát.
Német nyelvismeretét 1925-ben németországi utazással gyarapította. A ma is működő Liebenzelli Misszióban kapott kedvet a külső szolgálatra. Többször is jelentkezett, de elutasították, arra hivatkozva, hogy túlkoros. Kitartása végül mégis sikerre vitte és 1927 decemberében elhajózott Melanézia felé. Azután döntött a missziós munka mellett, hogy Liebenzellben találkozott Friedrich Doepkével, a mánuszi misszió vezetőjével, aki az Admiralitás-szigeteken végzett munkáról számolt be.

### Új-Guineában
A manusi missziót 1914-ben hozták létre, miután az előző évben a német kormányzat rendőrállomást hozott létre, hogy véget vessen a törzsek közötti harcoknak, illetve a kannibalizmusnak. Az első misszionáriusoknak, Doepkének és Kraft Hermann-nak tíz évet kellett várniuk, hogy az első embert megkeresztelhessék.
Manusra érkezése után három hónappal Molnár Máriát a szomszédos Pitilu-szigetre küldték, amely a fő szigettől északra fekszik, tőle 5-6 kilométeres csatorna választja el és alig 3-8 méterre emelkedik a tenger fölé. Gyógyító tevékenysége és gitárja népszerűvé tették. Első alkalommal hét évet töltött Pitilun. 1935-ben rövid időre hazalátogatott, ekkor hozta haza ma Sárospatakon őrzött néprajzi gyűjteményét. 1936-ban visszatért.

#### Halála
A második világháború folyamán a német, holland és angol misszionáriusokat általában visszarendelték. Molnár Mária azon kevesek egyike volt, aki maradt. A japán megszállók jódarabig barátságosan kezelték a helyi misszionáriusokat. 
1943. március 16-án azonban az Akikaze nevű torpedórombolón kivégezték őket. Az 1947-es jokohamai hadbírósági jegyzőkönyv szerint „A már említett hat liebenzellin (Doepke és felesége, Julius Gareis és felesége tizenöt hónapos kisfiukkal és Molnár Mária) kívül még három katolikus szerzetes, három nővér, két kínai és négy indiai (vagy burmai) – tehát összesen húsz személyt” akasztottak fel és lőttek a tengerbe. Ugyanazon a napon az Akikazén a japánok 44 hívet is kivégeztek, főleg pápuákat, malájokat és kínaiakat, köztük két gyereket.
1927-ben, kiküldetésekor Molnár Mária így fordult az őt támogatók felé: „Csak annyit kérek tőletek, testvéreim: imádkozzatok értem. Nem azért, hogy a tengerbe ne dobjanak, hogy az emberevők fel ne faljanak, hanem hogy mindvégig megmaradhassak hűségesen Krisztusom oldalán."

## Emlékezete
240 tárgyból álló néprajzi gyűjtését a Sárospataki Református Kollégium Múzeumában őrzik.
A Pityilu-sziget leányiskolája is az ő nevét viseli, miután életében nem tudta megvalósítania tervét, hogy protestáns leányiskolát hozzon létre. A szigeten ma is az a harang szólítja istentiszteletre a híveket, amelyeket a magyar reformátusok küldtek.
1950-ben Molnár Mária és a német evangélikus misszió mártírhalált halt tagjaira emlékező emlékművet építettek Manus szigetén.
A Nemzetközi Liebenzelli Misszió alapítványa Molnár Mária nevét viseli.

## Művei
- Hét év a kannibálok földjén; Molnár Mária leveleiből összeáll., bev. Iványos Lajos; Magyar Református Külmissziói Szövetség, Bp., 1935
- "Engem várnak a szigetek". Tizenöt év a pápuák között. Molnár Mária élete és vértanúhalála; összeáll. Beliczay Angéla; Református Zsinati Iroda, Bp., 1987